# André Van Muysen
André Chrétien Denis Balthazar Van Muysen (Tongeren, 5 november 1782 - 12 februari 1859) was een Belgisch senator en burgemeester.

## Levensloop
Hij was een zoon van Balthazar Van Muysen en van Wilhelmine de Randhaxe. Hij trouwde met Barbara François.
Hij werd maire in 1813 en vervolgens burgemeester van Tongeren van 1817 tot 1855.
In 1833 werd hij liberaal Belgisch senator voor het arrondissement Maastricht en vervulde dit mandaat tot in 1843. Hij werd opnieuw senator, ditmaal voor het arrondissement Brussel, tot in 1851.